# Pikk tänav
De Pikk tänav (Estisch voor 'Langestraat') is een van de langere straten in Vanalinn (district Kesklinn), het historische centrum van de Estische hoofdstad Tallinn. De straat begint als het verlengde van de Pikk jalg, net ten noordwesten van het Raadhuisplein, en loopt noordoostelijk tot aan de kruising met de drukke Rannamäe tee, waar de Suur-Rannavärava tänav begint.
In de straat bevinden zich een aantal bezienswaardigheden, ambassades en bekende horecagelegenheden.

## Zijstraten, pleinen en bezienswaardigheden
Van zuid naar noord:
- Voorimehe tänav (rechts)
- Kinga tänav (r.)
- Suurgildi plats met rechts Mündi tänav, Saiakang, Pühavaimu tänav, de Heilige Geestkerk (Püha Vaimu kirik) en het Kalev-Marsepeinmuseum (Kalevi martsipanimuuseumituba) en links Börsi käik en het Estisch Historisch Museum (Eesti Ajaloomuuseum)
- Russische ambassade (links) en historisch koffiehuis Maiasmokk (r.)
- Drakengalerij (Egyptisch aandoend jugendstilhuis door Jacques Rosenbaum) op nummer 18 (r.)
- Jugendstilhuis op nummer 25 (l.)
- Hobusepea tänav (l.)
- Roheline turg met rechts het Mustpeade maja (voormalig huis van het broederschap der Zwarthoofden), de Zweedse ambassade en Olevimägi
- Vaimu tänav (l.)
- Ministerie van Binnenlandse Zaken (in de communistische periode het lokale KGB-hoofdkwartier) (l.; over Pagari tänav heen)
- Pagari tänav (l.)
- Oleviste tänav (l.)
- Sint-Olafkerk (Oleviste kirik) (l.; ingang aan de Lai tänav)
- Tolli tänav (l.)
- Lai tänav (l.)
- Grote Kustpoort (Suur Rannavärav) met Dikke Margareta-toren (Paks Margareeta) en Estisch Maritiem Museum (Eesti Meremuuseum) (r.)

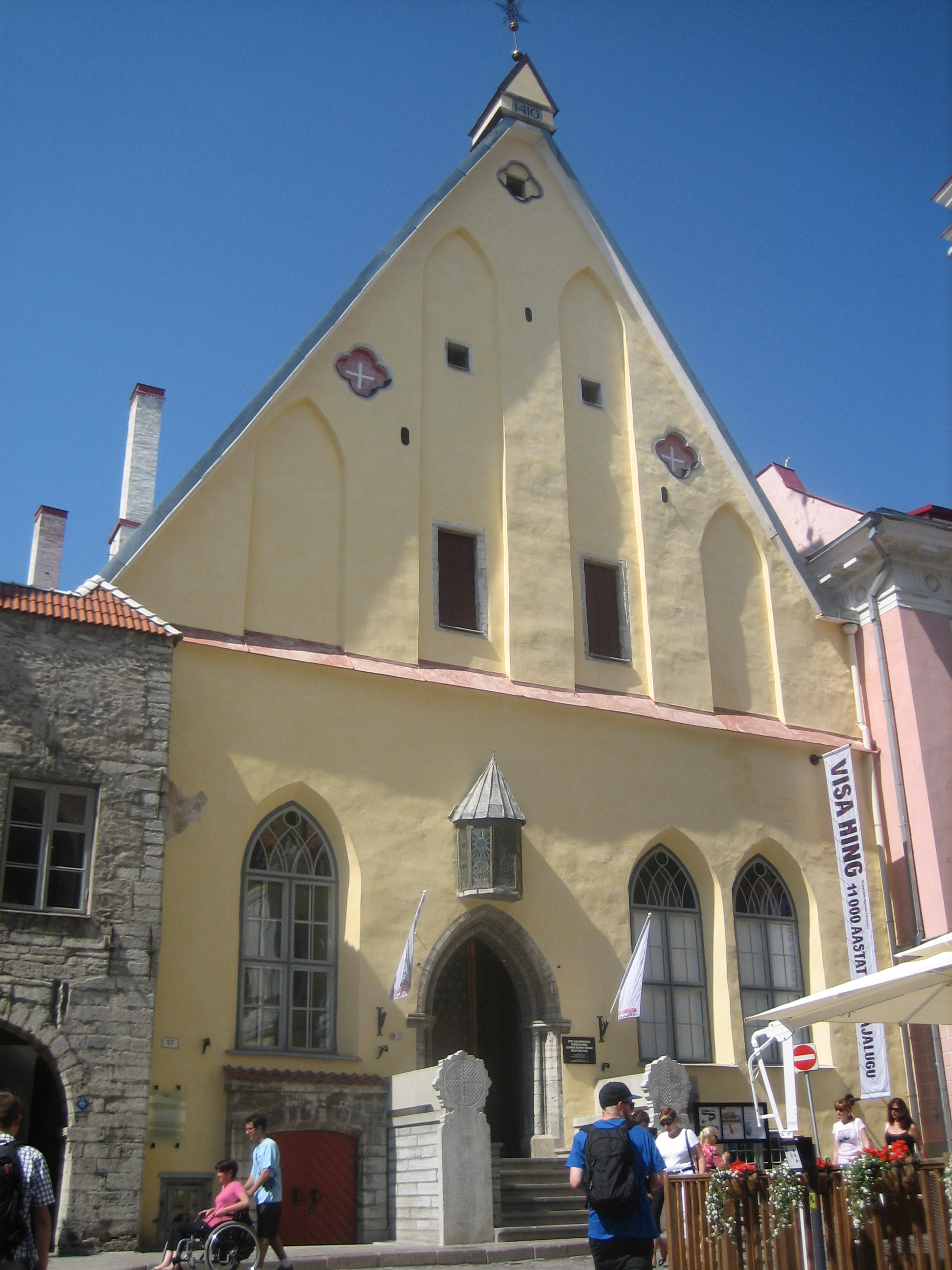
Het Estisch Historisch Museum
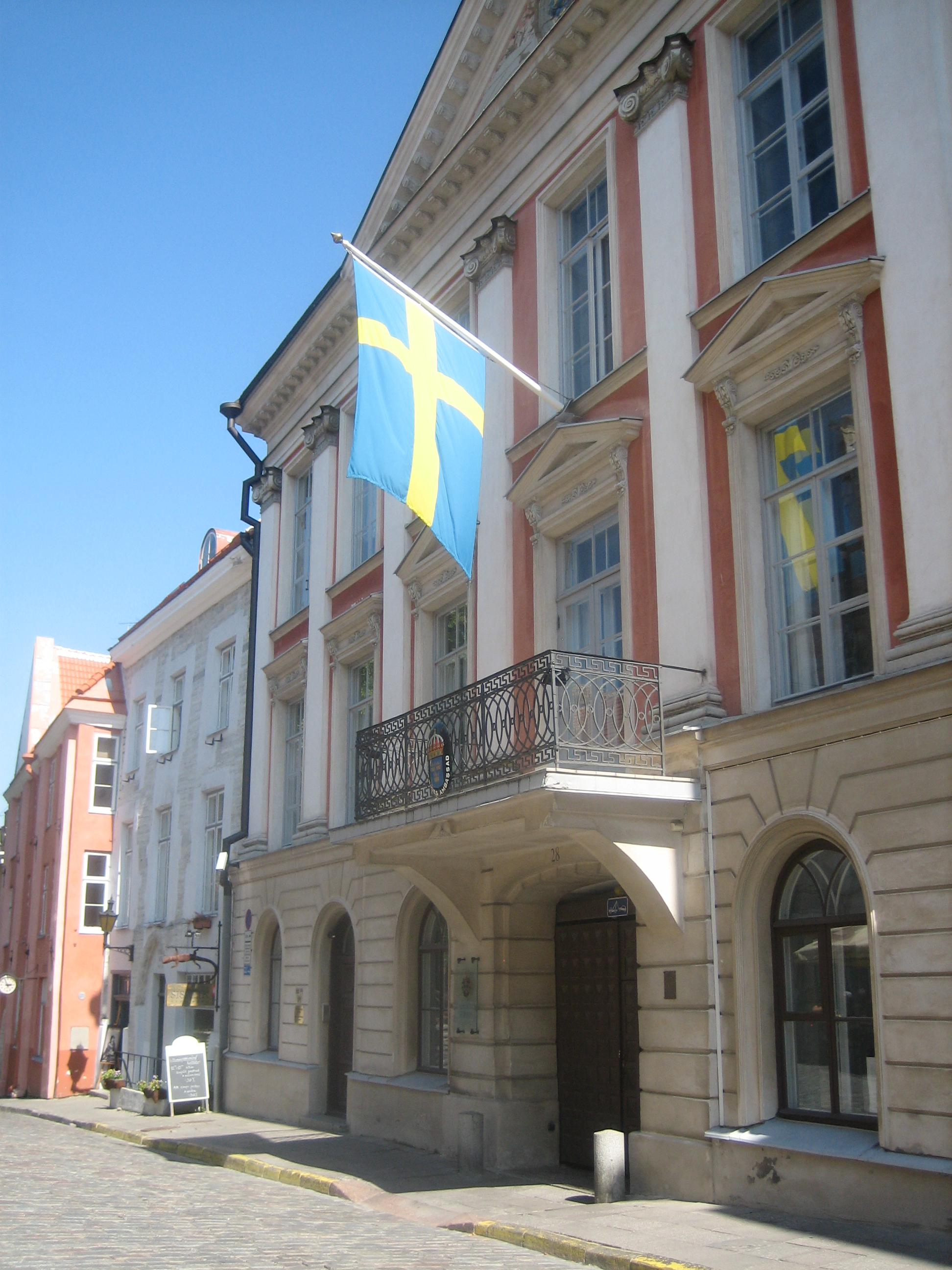
De Zweedse ambassade